# Vallès Occidental

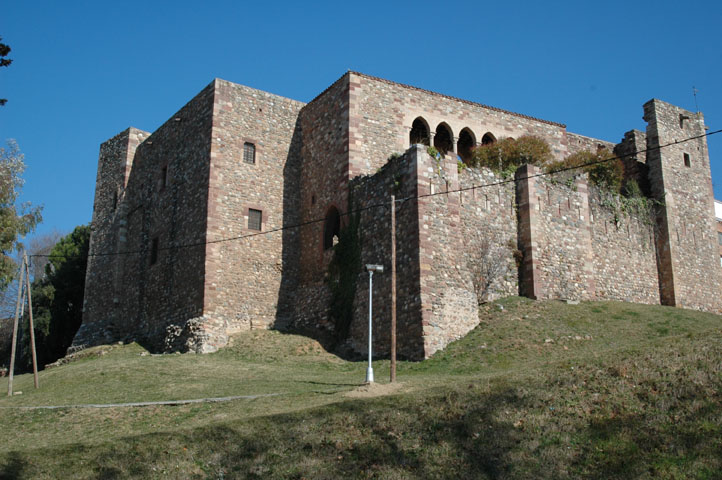
Terrassa

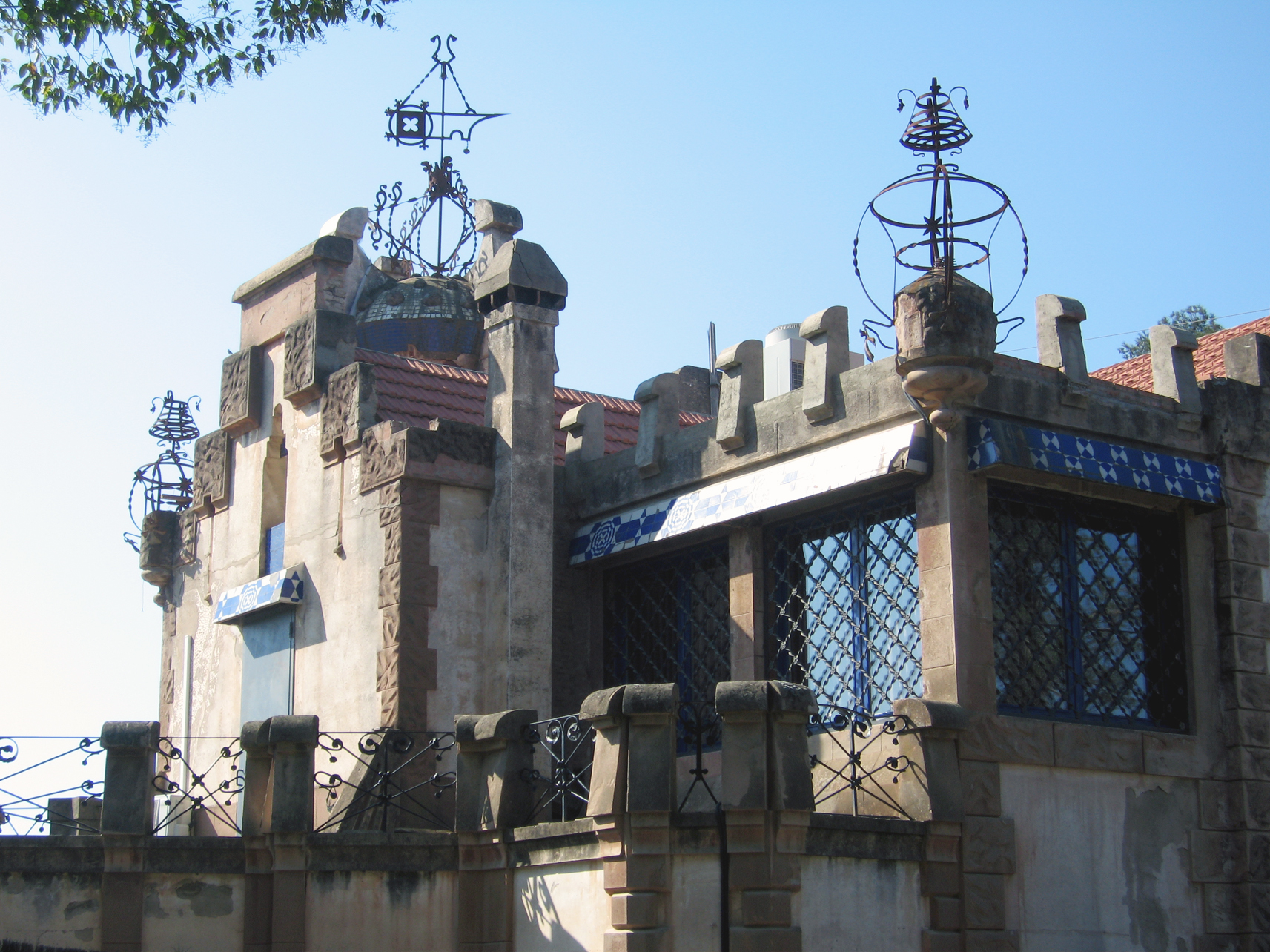
Sant Cugat del Vallès

Vallès Occidental (spanyolul Vallés Occidental) járás (comarca) Katalóniában, Barcelona tartományban. Vallès Occidental Vallès Oriental, Barcelonès, Baix Llobregat, Bages és Moianès comarcákkal határos.

## Települések
A települések utáni szám a népességet mutatja. Az adatok 2000 szerintiek.
- Barberà del Vallès—26 681
- Castellar del Vallès—17 444
- Castellbisbal—10 004
- Cerdanyola del Vallès—52 778
- Gallifa—156
- Matadepera—6 924
- Montcada i Reixac—27 952
- Palau-solità i Plegamans—11 089
- Polinyà—4 657
- Rellinars—378
- Ripollet—29 877
- Rubí—72 002
- Sabadell—201 897
- Sant Cugat del Vallès—70 034
- Sant Llorenç Savall—1 983
- Sant Quirze del Vallès—15 467
- Santa Perpètua de Mogoda—19 084
- Sentmenat—7 987
- Terrassa—198 976
- Ullastrell—1 114
- Vacarisses—2 687
- Viladecavalls—5 755